# Ivesia purpurascens
Ivesia purpurascens är en rosväxtart. Ivesia purpurascens ingår i släktet Ivesia och familjen rosväxter.

## Underarter
Arten delas in i följande underarter:
- I. p. congdonis
- I. p. purpurascens